# اوگاریت
پادشاهی اوگاریت (در محل رأس شمراء امروزی) که دیرینگی آن به نیمه دوم هزاره دوم پیش از میلاد بازمی‌گردد در شمال غربی سوریه در ۱۶ کیلومتری شمال شهر لاذقیه واقع شده بود.
باستان شناسان در کاوش‌های خود در این منطقه، متونی را یافته‌اند که به یک زبان ناشناخته نوشته شده‌اند.
این متون نخستین نمونه‌های خط الفبایی جهان بشمار می‌آیند. باستان‌شناسان فرانسوی از سال ۱۹۲۹ کاوش در کاوشگاه باستانی اوگاریت را آغاز کرده‌اند. آنها موفق به کشف لوحه‌هایی به زبان اکدی، زبان مرجع برای دادوستد در آن دوره شدند و در عین حال متونی را یافتند که از نشانه‌هایی نزدیک به نشانه‌های زبان اکدی تشکیل می‌شدند و متعلق به یک زبان ناشناخته بودند.
خط‌شناسانی که به رمزگشایی این متون پرداختند به این نتیجه رسیدند که این نشانه‌ها در واقع نخستین خط الفبایی است، به عبارت دیگر یک خط که نه از نشانه‌ها و نه از هجاها تشکیل شده بلکه در واقع از حروف تشکیل گردیده است. الفبای اوگاریت شامل ۲۹ حرف است.
شهر اوگاریت در یک کیلومتری کرانه دریای مدیترانه واقع شده بود و شهری بود که با دنیای خارج در پیوند بود.
شهر اوگاریت که مهد الفبا بوده یک جامعه «باسواد» بشمار می‌آمد.
ایو کالوه باستان‌شناس فرانسوی که به همراه بسام جموس باستان‌شناس سوری، مدیریت هیئت باستان‌شناسی اوگاریت را به عهده دارند، می‌گوید: «در کاوشگاه اوگاریت فرهنگنامه‌هایی ترجمه شده به زبان اوگاریتی و نوشته‌هایی در مورد سومر کهن کشف شده‌اند که توسط دبیران آن دوره نگهداری شده بودند».
خط اوگاریتی با ازهم‌گسستن این پادشاهی پیرامون ۱۱۸۵ نابود شد و شهر اوگاریت نیز متروک گردید.

## تاریخ
تاریخ اوگاریت به دوره نوسنگی می‌رسد و این مکان از پایان هزاره هشتم پیش از میلاد، مسکونی بوده است و به عنوان یک سکونتگاه در طول دوره‌های مس و برنز، مورد استفاده بوده است. در دوره پایانی عصر برنز، اوگاریت رشد قابل توجهی را تجربه کرد که به تأسیس پادشاهی اوگاریت منجر شد.
این شهر ارتباط نزدیکی با امپراتوری هیتی داشت و در زمان‌های بعد به عنوان یک خراجگزار، گاه به مصر خراج می‌فرستاد و همچنین ارتباطات تجاری و سیاسی با قبرس (که در آن زمان آلشیا نامیده می‌شد) برقرار می‌کرد. در بایگانی‌های به‌دست‌آمده از این مکان که بازخوانی شده، سفال‌های میسنی و قبرسی یافت‌شده است. این حکومت از حدود ۱۴۵۰ پیش از میلاد تا زمان ویرانی آن در حدود ۱۱۸۵ پیش از میلاد، در اوج خود بود. این ویرانی ممکن است به دلیل هجوم اقوام بیگانه از سمت دریا یا یک درگیری داخلی ایجاد شده باشد.
این پادشاهی یکی از موارد بسیاری بود که در طول فروپاشی عصر برنز سقوط کرده است. جیبالا (تل توینی)، شهر ساحلی در لبه جنوبی پادشاهی اوگاریت نیز در این زمان ویران شد. بر اساس کاوش‌های باستان‌شناسی، این مکان از هزاره هشتم پیش از میلاد مسکونی بوده است. بیشتر تحقیقات باستان‌شناسی بر روی سطوح مربوط به عصر برنز پایانی متمرکز شده است، بنابراین اطلاعات کمی دربارهٔ سکونت‌های قبلی در دسترس است.